# Goserelin
{{Drugbox-lat
| IUPAC_name = ()-3-(tert-butoksi)-2-[()-3-hidroksi-2-[(-imidazol-5-il)-2-{[(2S)-5-oksopirolidin-2-il]formamido}propanamido]-3-(1H-indol-3-il)propanamido]propanamido]-3-(4-hidroksifenil)propanamido]propanamido]-4-metilpentanamido]-5-[(diaminometiliden)amino]pentanoil]-N-(karbamoilamino)pirolidin-2-karboksamid
| image = Goserelin.svg
| width = 
| alt = 
| image2 = Goserelin ball-and-stick.png
| width2 = 
| alt2 = 
| drug_name = Goserelin
| caption =
| tradename = 
| Drugs.com = Monografija
| MedlinePlus = 
| licence_EU = 
| licence_US = 
| DailyMedID = 
| pregnancy_AU = 
| pregnancy_US = 
| pregnancy_category= 
| legal_AU = 
| legal_CA = 
| legal_UK = 
| legal_US = 
| legal_status = 
| dependency_liability = 
| routes_of_administration = Subkutano
| bioavailability = 
| protein_bound = 
| metabolism = 
| elimination_half-life = 4-5 sata
| excretion = Brzo se uklanja iz tela kombinacijom hepatičke i urinarne ekskrecije.
| CAS_number_Ref =  
| CAS_number = 65807-02-5
| CAS_supplemental = 
| ATCvet = 
| ATC_prefix = L02
| ATC_suffix = AE03
| ATC_supplemental = 
| PubChem = 
| PubChemSubstance = 
| IUPHAR_ligand = 
| DrugBank_Ref =  
| DrugBank = DB00014
| ChemSpiderID_Ref =  
| ChemSpiderID = 
| UNII_Ref =  
| UNII = 
| KEGG_Ref =  
| KEGG = 
| ChEBI_Ref =  
| ChEBI = 
| ChEMBL_Ref =  
| ChEMBL = 
| synonyms =
|C=59 |H=84 |N=18 |O=14
| molecular_weight = 1269.4105
| smiles = CC(C)C[C@H](NC(=O)[C@@H](COC(C)(C)C)NC(=O)[C@H](CC1=CC=C(O)C=C1)NC(=O)[C@H](CO)NC(=O)[C@H](CC1=CNC2=CC=CC=C12)NC(=O)[C@H](CC1=CN=CN1)NC(=O)[C@@H]1CCC(=O)N1)C(=O)N[C@@H](CCCN=C(N)N)C(=O)N1CCC[C@H]1C(=O)NNC(N)=O
| StdInChI = 1S/C59H84N18O14/c1-31(2)22-40(49(82)68-39(12-8-20-64-57(60)61)56(89)77-21-9-13-46(77)55(88)75-76-58(62)90)69-54(87)45(29-91-59(3,4)5)74-50(83)41(23-32-14-16-35(79)17-15-32)70-53(86)44(28-78)73-51(84)42(24-33-26-65-37-11-7-6-10-36(33)37)71-52(85)43(25-34-27-63-30-66-34)72-48(81)38-18-19-47(80)67-38/h6-7,10-11,14-17,26-27,30-31,38-46,65,78-79H,8-9,12-13,18-25,28-29H2,1-5H3,(H,63,66)(H,67,80)(H,68,82)(H,69,87)(H,70,86)(H,71,85)(H,72,81)(H,73,84)(H,74,83)(H,75,88)(H4,60,61,64)(H3,62,76,90)/t38-,39-,40-,41-,42-,43-,44-,45+,46-/m0/s1
| StdInChIKey_Ref =  
| StdInChI_comment = 
| StdInChIKey = BLCLNMBMMGCOAS-URPVMXJPSA-N
| StdInChI_Ref =  
| density = 
| melting_point = 
| melting_high = 
| melting_notes = 
| boiling_point = 
| boiling_notes = 
| solubility = 
| specific_rotation = 
| sec_combustion = 
}}
Goserelin je sintetički hormon. Kod muškaraca, on zaustavlja produkciju hormona testosterona, koji može da stimuliše rast ćelija raka. Kod žena, goserelin snižava produkciju hormona estradiola (koji takođe može da stimuliše rast ćelija raka) na nivoe slične postmenopozalnom stanju. Nakom prestanka upotrebe leka nivoi hormona se vraćaju na normalno stanje.

## Spoljašnje veze
|  | Molimo Vas, obratite pažnju na važno upozorenje u vezi sa temama iz oblasti medicine (zdravlja). |